# Ozolles
Ozolles é uma comuna francesa na região administrativa de Borgonha-Franco-Condado, no departamento Saône-et-Loire. Estende-se por uma área de 27,89 km². Em 2010 a comuna tinha 412 habitantes (densidade: 14,8 hab./km²).